# Лађо ди Кадоре (Белуно)
Лађо ди Кадоре (итал. Laggio di Cadore) је насеље у Италији у округу Белуно, региону Венето.
Према процени из 2011. у насељу је живело 813 становника. Насеље се налази на надморској висини од 937 м.